# Discalma indeterminata
Discalma indeterminata är en fjärilsart som beskrevs av W. Warren 1906. Discalma indeterminata ingår i släktet Discalma och familjen mätare. Inga underarter finns listade i Catalogue of Life.